# Epiplema paradeicta
Epiplema paradeicta är en fjärilsart som beskrevs av W. Warren 1897. Epiplema paradeicta ingår i släktet Epiplema och familjen Uraniidae. Inga underarter finns listade i Catalogue of Life.